# Fischbachau
Fischbachau – gmina w południowych Niemczech, w kraju związkowym Bawaria, w rejencji Górna Bawaria, w regionie Oberland, w powiecie Miesbach. Leży około 12 km na południowy wschód od Miesbach.

## Podział administracyjny
Fischbachau, Birkenstein, Hammer-Aurach, Elbach, Auerberg, Hundham i Wörnsmühl

## Demografia
Dane o ludności z 31 grudnia 2008:
| Opis                                | Ogółem | Ogółem | Kobiety | Kobiety | Mężczyźni | Mężczyźni |
| ----------------------------------- | ------ | ------ | ------- | ------- | --------- | --------- |
| Jednostka                           | osób   | %      | osób    | %       | osób      | %         |
| Populacja                           | 5469   | 100    | 2765    | 50,56   | 2704      | 49,44     |
| Wiek przedprodukcyjny (0–17 lat)    | 1024   | 18,72  | 503     | 9,2     | 521       | 9,53      |
| Wiek produkcyjny (18–65 lat)        | 3337   | 61,02  | 1635    | 29,9    | 1702      | 31,12     |
| Wiek poprodukcyjny (powyżej 65 lat) | 1108   | 20,26  | 627     | 11,46   | 481       | 8,8       |

## Polityka
Burmistrzem gminy jest Josef Lechner z CSU, rada gminy składa się z 20 osób.
|      | CSU | SPD/UB | PL/FWG | FAB | NL | Razem |
| 2008 | 8   | –      | 7      | 4   | 1  | 20    |
| 2002 | 9   | 2      | 4      | 3   | 1  | 20    |

## Osoby

### związane z gminą
- Amelie Kober – snowboardzistka
- Benjamin Lauth – piłkarz
- Max Rauffer – narciarz